# 매슈 로턴
매슈 존 로턴(영어: Matthew John Lowton, 1989년 6월 9일 ~ )은 프리미어리그에 소속된 팀인 번리에서 뛰고 있는 잉글랜드 체스터필드 출신의 축구 선수이다. 그는 셰필드 유나이티드 유소년팀 출신으로 셰필드와 페렌츠바로시에서 임대 생활을 한 뒤 2010년 카디프 시티와의 경기를 통해 풋볼 리그 챔피언십에 데뷔하게 된다. 이후 그는 2012년 애스턴 빌라로 이적하여 프리미어리그 무대에도 진출하게 된다.